# Max-Planck-Enzyklopädie des Völkerrechts
Die Max-Planck-Enzyklopädie für Völkerrecht (englisch: Max Planck Encyclopedia of Public International Law - MPEPIL) ist eine Online-Enzyklopädie, die sich mit dem Völkerrecht befasst.
Sie wurde zunächst unter der Schirmherrschaft von Rüdiger Wolfrum, Direktor des Max-Planck-Instituts für ausländisches öffentliches Recht und Völkerrecht, herausgegeben. 2021 übernahm seine Nachfolgerin Anne Peters die Herausgabe. Die Initiative zur Erstellung des MPEPIL begann 2004 und die Online-Version wurde im September 2008 gestartet. Sie stellt eine Neuauflage der Enzyklopädie des Völkerrechts dar, die zwischen 1991 und 2001 von Rudolf Bernhardt veröffentlicht wurde. Im Februar 2012 wurde die Printausgabe bei Oxford University Press veröffentlicht. Die Enzyklopädie wird von Fachkollegen begutachtet.
Die Enzyklopädie hatte mehrere Vorläufer, angefangen mit Karl Strupps Wörterbuch des Völkerrechts und der Diplomatie (1924–1929), Hans Jürgen Schlochauers Wörterbuch des Völkerrechts (1960–1962) und Rudolf Bernhardts Enzyklopädie des Völkerrechts (EPIL), die 1981–1990 unter der Schirmherrschaft des Max-Planck-Instituts für ausländisches öffentliches Recht und Völkerrecht veröffentlicht wurde.
Sean D. Murphy schrieb 2013 in einer Rezension der Arbeit: „Alles in allem steht es außer Frage, dass die Max-Planck-Enzyklopädie ihrem Anspruch als maßgebliches Nachschlagewerk des Völkerrechts gerecht wird.“

## Beschreibung
MPEPIL ist ein aktualisiertes, umfassendes Werk, das die wesentlichen Themen des Völkerrechts abdeckt. Das neue Werk ist nicht nur eine Überarbeitung der Enzyklopädie von Rudolf Bernhardt. Vielmehr haben neue Autoren fast alle Einträge komplett neu geschrieben. MPEPIL enthält zahlreiche neue Themen, um die neuesten Entwicklungen im Völkerrecht zu erfassen. Um dem sich wandelnden Charakter des Rechts gerecht zu werden, wurde die Relevanz der einzelnen Stichworte für das zeitgenössische Völkerrecht stärker betont.
Besonderes Augenmerk wurde hierbei auf die Kontextualisierung der einzelnen Themen innerhalb des Völkerrechts sowie auf die Darstellung aktueller Trends gelegt, wobei der Schwerpunkt weiterhin auf der Mainstream-/Mehrheitsansicht liegt. Um das Ziel zu erreichen, eine rein eurozentrische Perspektive zu vermeiden, wurde bereits in der Anfangsphase des Vorhabens die Unterstützung von Wissenschaftlern und Praktikern aus verschiedenen Rechtskreisen und Perspektiven eingeholt. Die Absicht ist, dass MPEPIL ein Werk ist, das das Völkerrecht aus einer globalen Perspektive widerspiegelt und gleichzeitig auch regionale Ansichten berücksichtigt.

## Inhalt
MPEPIL enthält Stand April 2020 1.618 Artikel. Insgesamt sind 1.700 Artikel für die Website geplant, mit vier inhaltlichen Aktualisierungen pro Jahr. Nach Fertigstellung wird das MPEPIL die folgenden übergreifenden Themenbereiche und Artikeltypen abdecken:
- Air law and law of outer space (Luftrecht und Recht des Weltraums)
- Diplomacy and consular relations (Diplomatie und konsularische Beziehungen)
- Foreign relations (Auswärtige Beziehungen)
- History of international law (Geschichte des Völkerrechts)
- Human rights (Menschenrechte)
- Immunities (Immunitäten)
- Individuals and non-state actors (Einzelpersonen und nicht staatliche Akteure)
- International co-operation (Internationale Zusammenarbeit)
- International courts and tribunals (Internationale Gerichte und Tribunale)
- International criminal law (Internationales Strafrecht)
- International economic law and relations
- International environmental law (Internationales Wirtschaftsrecht und internationale Wirtschaftsbeziehungen)
- International humanitarian law (Humanitäres Völkerrecht)
- International organizations: general aspects (Internationale Organisationen: Allgemeine Aspekte)
- International procedural law (Internationales Verfahrensrecht)
- International responsibility (Internationale Verantwortung)
- Law of the sea (Seerecht)
- Law of treaties (Vertragsrecht)
- Overview articles (Artikel im Überblick)
- Procedural law in international organizations (Verfahrensrecht in internationalen Organisationen)
- Regional organizations, institutions and developments (Regionale Organisationen, Institutionen und Entwicklungen)
- Relationship between international and domestic law (Verhältnis zwischen Völkerrecht und innerstaatlichem Recht)
- Settlement of disputes (Beilegung von Streitigkeiten)
- Sources, foundations and principles of international law (Quellen, Grundlagen und Prinzipien des Völkerrechts)
- Specific armed conflicts (Spezifische bewaffnete Konflikte)
- Specific cases and decisions (Besondere Fälle und Entscheidungen)
- Specific geographic issues (Spezifische geografische Fragen)
- Specific treaties and instruments (Spezifische Verträge und Instrumente)
- Statehood, jurisdiction of states, organs of states (Staatlichkeit, Gerichtsbarkeit der Staaten, Organe der Staaten)
- Subjects of international law (Themen des Völkerrechts)
- Theories of international law (Theorien des Völkerrechts)
- Universal international organizations and institutions (Universelle internationale Organisationen und Institutionen)
- Use of force, war, peace and neutrality (Gewaltanwendung, Krieg, Frieden und Neutralität.)

Da die in vielen der Artikel enthaltenen Informationen veralten können, werden die Autoren gebeten, ihre Artikel in den ersten drei Jahren nach der elektronischen Veröffentlichung des gesamten MPEPIL einmal jährlich zu aktualisieren.

## Personal und Führungskräfte

### Mitwirkende
Über 900 Autoren aus der ganzen Welt (74 Länder) haben sich bereit erklärt, Artikel beim MPEPIL einzureichen. Darunter befinden sich neben namhaften Professoren, Richter und Rechtspraktiker, die sich mit internationalem Recht befassen, auch Nachwuchswissenschaftler und Forscher. Letztere wurden aufgenommen, um den progressiven Charakter des MPEPIL zu fördern.

### Beratungsausschuss
Ein Beirat, der sich aus renommierten Experten in verschiedenen Bereichen des Völkerrechts zusammensetzt, liest und bewertet jeden Artikel und soll dabei den hohen Standard der Publikation im Auge behalten.
Zu den Mitgliedern des Beirats gehören: Rudolf Bernhardt, Armin von Bogdandy, Edith Brown Weiss, Jean-Pierre Cot, Yoram Dinstein, Thomas Franck, Jochen Abr. Frowein, Meinhard Hilf, Rahmatullah Khan, Martti Koskenniemi, Thomas Läufer, Thomas A. Mensah, Hanspeter Neuhold, Francisco Orrego Vicuña, W. Michael Reisman, Bruno Simma, Daniel Thürer, Christian Tomuschat, Tullio Treves, Rüdiger Wolfrum und Michael Wood.

### Mitarbeiter
Am Max-Planck-Institut ist oder war eine Reihe von Personen am MPEPIL-Projekt seit dessen Beginn beteiligt. Zu den Mitarbeitern gehören: Leitende Redakteure, die für die vorbereitenden Arbeiten verantwortlich sind, die Aufsicht über das gesamte Projekt führen und zu diesem Zweck die Mitwirkung in allen Phasen des Redaktions- und Publikationsprozesses betreuen, wobei ein hohes Qualitätsniveau der einzelnen Artikel gewährleistet werden soll. Interne Rechtsberater, die als Senior Research Fellows am Max-Planck-Institut tätig sind, helfen bei der Qualitätssicherung, bei der Betreuung übergreifender Themen sowie bei der Prüfung der Artikel. Die Redaktion besteht aus Hilfskräften, Redakteuren und studentischen Hilfskräften. Die Redaktion überprüft jeden Artikel auf seine Übereinstimmung mit den Stilvorgaben des Projekts und stellen die Gültigkeit und den Inhalt der Aussagen der Autoren sicher.

## Verfügbarkeit
Das MPEPIL steht in elektronischer Form zur Verfügung. Oxford University Press (OUP) startete die Online-Publikation im September 2008 mit mehr als 450 Artikeln. Durch regelmäßige Aktualisierungen wird das MPEPIL ständig erweitert, bis sein gesamter Inhalt online zugänglich ist. Im Jahr 2012 wurde erstmals eine Printausgabe, bestehend aus 12 Bänden plus einem Indexband, veröffentlicht.